# Orde de l'Alliberament

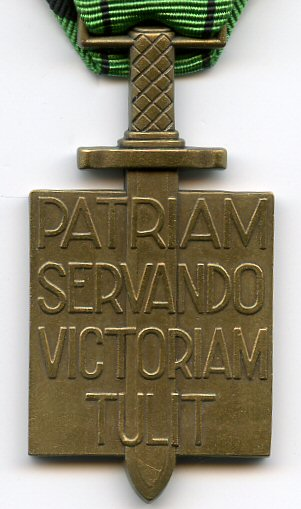
El costat posterior de la insígnia

L'Orde de l'Alliberament (Ordre de la Libération) és una condecoració francesa que recompensa als herois de l'Alliberament de França a la II Guerra Mundial. Aquest orde, el més prestigiós després de la Legió d'Honor, va ser atorgat a poques persones, així com a algunes unitats militars i comunitats pels grans esforços que van fer per l'Alliberament de França.

## Història
Va ser creada el 17 de novembre de 1940 pel general Charles de Gaulle, per ser atorgada a aquelles persones o col·lectius que hagin realitzat actes de valentia excepcional o serveis eminentment rendits a la Causa de l'Alliberament, sota riscos considerables o sacrificis importants, tant a la Resistència o a les Forces de la França Lliure.
Creada davant la necessitat de tenir una recompensa especial per aquells que lluitessin per França d'una manera particularment remarcable. Convé recordar que de Gaulle no podia atorgar creus de la Legió d'Honor, perquè els registres de l'Orde es trobaven a París, però com va dir de Gaulle a les seves Memòries: "L'Orde de l'Alliberament va esdevenir pels Francesos Lliures una emulació de la més alta qualitat".
Va ser instituïda a Brazzaville (Congo) mitjançant l'Ordenança núm. 7. Aquesta especificava que la nova orde només tindria una classe, i els seus membres tindrien el títol de "Creuats de l'Alliberament", tot i que posteriorment es va modificar per la de "Companys de l'Alliberament".
A partir de l'Ordenança de 7 de gener de 1944, l'admissió passà a ser publicada per decret sobre la proposta d'un comissari de l'Orde i amb l'aprovació dels membres del Comitè Francès de l'Alliberament Nacional.
L'1 d'agost de 1941 fixà el cerimonial d'acceptació i condecoració: era idèntic al de la Legió d'Honor, amb una fórmula d'investidura: "NOUS VOUS RECONNAISSONS COMME NOTRE COMPAGNON POUR LA LIBÉRATION DE LA FRANCE DANS L'HONNEUR ET PAR LA VICTOIRE" (Us reconeixem com el nostre Company per l'Alliberament de França a l'Honor i per la Victòria).
També, per confirmar la importància de l'orde, es decidí que la Creu de l'Alliberament es lluiria immediatament després de la Legió d'Honor i abans de la Medalla Militar (és a dir, s'especificava clarament que seria la segona condecoració de França)
L'Ordenança del 10 d'agost de 1945 li donà uns estatuts inspirats en els de la Legió d'Honor. El Canceller, nomenat per decret per un període de 4 anys renovables, és escollit pel Consell de l'Orde entre els seus membres, i la seva nominació és sotmesa a la ratificació del President de la República.
L'atribució de la Creu a un militar per accions de resistència en territoris ocupats per l'enemic comporta el benefici de la campanya doble (ordenança del 7 de gener de 1944).
La seu de l'Orde inicialment va ser a Londres, però el 1943 fou desplaçada a Alger i el 20 de novembre de 1944 s'instal·là, definitivament, a París.
El darrer Company de l'Alliberament serà enterrat a una tomba especialment reservada al Mont Valérien, lloc que té una marca d'honor.
Per perpetuar l'Orde de l'Alliberament i recordar als seus membres, el President Jacques Chirac instituí un Cordó de Parada amb els colors de l'Orde el 23 de febrer de 1996.

### Receptors
Fins al 23 de gener de 1946 hi van haver 1.059 condecorats, 238 d'ells a títol pòstum, i entre ells hi ha 6 dones. Els Companys més joves són Mathurin Henriot (14 anys), mort torturat; i Lazare Pytkowicz (16 anys). També la té el General Eisenhower (18/5/1945) i, a títol excepcional, i per voluntat expressa del Gran Canceller el General de Gaulle, el Rei Jordi VI de Gran Bretanya 2/4/1960) i Sir Winston Churchill (18/6/1958).
Les ciutats receptores són: Nantes (11/11/1941); Grenoble (04/05/1944); París (24/03/1945); Vassieux-en-Vercors (04/08/1945) i l'île de Sein (01/01/1946).
Les unitats receptores van ser 18:
- 9 de l'Exèrcit de Terra: Batalló de Marxa nº 2 (9/9/1942); 13a mitja-brigada de la Legió Estrangera (6/4/1945); 1r Batalló d'Infanteria de Marina i del Pacífic (28/5/1945); 2n Regiment d'Infanteria Colonial (12/6/1945); Regiment de Marxa del Txad (12/6/1945); 1r Grup del 3r Regiment d'Artilleria Colonial (7/8/1945), 1r Regiment d'Artilleria Colonial (7/8/1945); 1r Regiment de Marxa dels Spahis Marroquins (7/8/1945); 501r Regiment de Carros de Combat (7/8/1945)
- 6 de l'Exèrcit de l'Aire: 1a Esquadrilla de Caça del Grup "Alsace" (21/6/1941) Esquadrilla "Normandia-Niemen" (11/10/1943); Grup de bombarders "Lorraine" (28/5/1945); Grup de Caça "Île de France" (28/5/1945); 2n Regiment de Paracaigudistes (8/11/1945)
- 3 de la Marina: Submarí Rubis (14/10/1941); Corveta Aconit (19/4/1943), 1r Regiment de Fusellers Marins (12/6/1945)

### El Gran Mestre
Com a particularitat, la nova orde només tindria un únic Gran Mestre, el seu fundador, el General Charles de Gaulle, doncs a la seva mort, el 9 de setembre de 1970, el Consell decidí que no n'hi hauria cap altre.

## La Condecoració
- La Insígnia: Una medalla de bronze en forma d'escut rectangular de 30mm. Sobre l'anvers, una espasa que apunta cap a baix, i sobre l'espasa, la Creu de Lorena en esmalt negre. Al revers, la divisa en llatí "EN SERVANT LA PATRIE IL ASSURE LA VICTOIRE" (Servint la Pàtria assegurem la Victòria)

Penja d'una cinta de 37mm verda amb dues ratlles negres d'1 mm i a cada costat una franja negra de 5mm. Els colors simbolitzen el dol (el negre) i l'esperança (verd) de la Pàtria.
- El Collar: Compost per 9 anelles d'or (donat pel Gabon i Nova Caledònia) units per creus de Lorena d'esmalt verd, sostenen un medalló oval on, entre raigs en or i plata, hi apareix la Creu de l'Alliberament. El medalló penja d'una placa amb la divisa de l'orde, sostingut per dues espases. Sobre cada anella hi ha gravat el nom des territoris que formaven l'Imperi: Àfrica Ecuatorial Francesa i les Noves Hebrides, Oceania i Guyana, Somàlia i Reunió, Àfrica del Nord i Antilles, Nova-Caledonia i Camerun, Indes i Llevant, Madagascar i St Pierre i Miquelon, Àfrica Occidental Francesa i Indo-Xina, França.